# Carte de presse

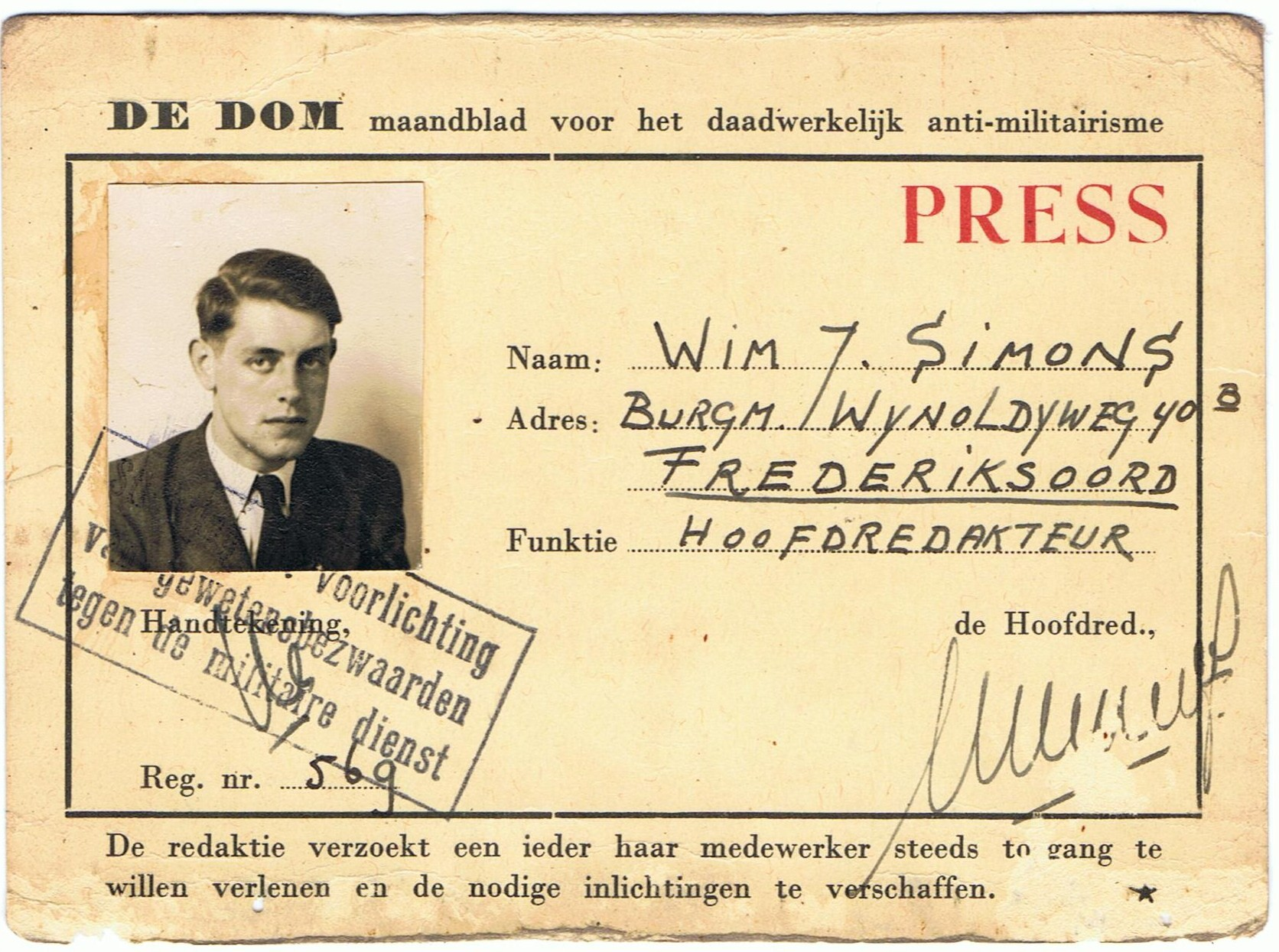
Carte de presse du journaliste et écrivain néerlandais Wim Simons en 1948.

Une carte de presse (ou carte de journaliste) permet aux journalistes de prouver qu’ils exercent la profession de journaliste. 
Certaines cartes ont, comme en France, un statut légal reconnu ; d'autres peuvent simplement indiquer que le titulaire travaille pour un média, par exemple en tant que pigiste ou correspondant. La nature des avantages est déterminée par le type d’organisme émetteur ou par trois grandes catégories : les organisations professionnelles, les organismes chargés de l’application de la loi et les organisateurs d’événements (généralement pour une affaire spécifique, comme une conférence de presse d’entreprise).

## En France
La carte de presse est, en France, une carte d'identité professionnelle. Elle permet aux journalistes professionnels de prouver leur activité, d'accéder plus facilement à des lieux où obtenir des informations (salles de presse, bureaux officiels, musées, etc.) et de faire valoir leur droit à la protection sociale prévue par le statut de journaliste professionnel créé par la Loi Brachard.